# The Palace (2010)
The Palace is een korte film van Ruud Satijn. Deze film is onderdeel van NTR Kort!
Als Machteld voor het eerst naar de disco The Palace gaat komt zij erachter dat de volwassen wereld helemaal niet zo mysterieus, romantisch en spannend is en ze liever nog even een meisje blijft.

## Synopsis
Machteld (14, meisjesachtig) gaat voor de eerste keer naar de dorpsdisco The Palace met haar vriendin Sarah (15).
Sarah is al bekend met uitgaan en bereidt Machteld erop voor. Als ze omgekleed bij The Palace aankomen, staat er al een grote rij en heerst er een streng deurbeleid. Mooie meisjes worden binnengelaten, sober uitziende mensen worden weggestuurd. Machteld wordt door de uitsmijter van The Palace tegengehouden, maar doordat Sarah weet wat ze moet doen mogen ze toch naar binnen.
Eenmaal binnen komt Machteld in een wereld terecht waarvan ze de regels niet kent en probeert ze die zo goed en zo kwaad als het kan te leren kennen.
Ze verliest Sarah al snel aan de armen van een jongen. Machteld loopt onthutst, onhandig en ontheemd door The Palace met zijn opportunistische bezoekers. Omdat ze de routines nog niet kent, komt ze van de ene ongemakkelijke situatie in de andere terecht. Het geld dat ze in haar bh bewaart moet ze er en plein public uithalen. Ze bestelt cocktails die zwaar vallen, loopt tegen een foute jongen op en maakt zich uit de voeten. In de toiletten wordt ze een object van spot maar vindt rust en menselijkheid bij de toiletjuffrouw. Zonder ooit echt te dansen, beseft Machteld dat ze nog niet bij de volwassenen hoort omdat ze zelf nog kind is. Dat geaccepteerd verschijnt Machteld voor de ogen van haar vader als een sexy jonge vrouw, terwijl ze als meisje een paar uur daarvoor afscheid van hem had genomen. Haar vader kijkt naar de metamorfose van zijn dochter en kijkt er doorheen. Hij geeft haar zijn warme jas. Omdat Machtelds voeten pijn doen, draagt hij haar op zijn rug naar huis.

## Prijzen
- Malta Short Film Festival ‘Golden Knight’ (Malta, ‘Best Fiction’) 2012
- Port Townsend Film Festival (USA, ‘Best Performance’) 2013
- Campfire Film Festival in (Australië, ‘Berry Street Young Audience Award for Best Art, Literacy) 2013
- Campfire Film Festival in (Australië, ‘Best Foreign Language Film’) 2013